# Conacul Romanov din Pleșoiu
Conacul Romanov este un imobil istoric situat în localitatea Pleșoiu, județul Olt, România. 
Construit în perioada 1920-1925 în stil Neo-Românesc, conform planurilor realizate de arhitectul Grigore Cerchez, conacul reprezintă o importantă marcă arhitecturală a regiunii. 

## Localizare și descriere
Poziționat pe DN64, pe traseul Corabia - Oradea, acesta se află la o distanță de 7 km de Slatina, 22 km de Drăgășani și 50 km de Craiova. Curtea imobilului se întinde pe o suprafață de 7,8 hectare, din care 1,6 hectare intravilan și 6,2 hectare extravilan. Suprafața construită a conacului este de aproximativ 1500 de metri pătrați, iar clădirile au fost restaurate complet.
Conacul dispune de o piscină o piscina neamenajata semi-olimpică (33 x 12 metri), cu deversare într-un canal propriu, care alimentează, la nevoie, lacul aflat în incinta parcului. În partea intravilană a conacului se regăsește o vegetație arboricolă ornamentală, inclusiv tei, castani, tuia, salcie și gard viu, în timp ce partea extravilană a curții este reprezentată de un parc dendrologic de 6,2 hectare, care include aproximativ 3,5 hectare de vegetație forestieră, un lac natural de 1,5 hectare și un paltin, monument al naturii și punct strategic pe harta armatei. În parc există construcții ornamentale și cavoul familiei. Conacul propriu-zis ocupă o suprafață de 343 de metri pătrați și dispune de o cramă de aproximativ 45 de metri pătrați. Curtea este amenajată cu pavaj de beton și zone cu vegetație.
În incinta conacului se află un turn cu 4 nivele și o ghețărie subterană cu o adâncime de 7 metri, care reprezintă o copie verticală a turnului din Pisa. Încălzirea este asigurată de două centrale pe combustibil solid.

## Scurt istoric al familiei Romanov
Strămoșii familiei (Romanov) au fost de origine rusă, fără legătură cu familia imperială rusă. Cei șapte frați Romanov (mercenari) au venit să lupte în oastea lui Tudor Vladimirescu în anul 1821, pe care acesta îi cunoscuse după ce a luptat alături de ei în armata țarului Alexandru I.
Dintre aceștia, unul a rămas în zonă, iar în monografie este menționat străbunicul actualului proprietar care se numea Alexei Romanov. 
Unul din cei doi fii ai acestuia (Constantin Romanov) a construit conacul pe poziția actuală. În anul 1945 din suprafața totala aferentă conacului au rămas 50 ha (ferma model), care ulterior, în 1949 au fost expropriate de regimul comunist. Recuperarea dreptului de proprietate s-a făcut de către actualii proprietari în octombrie 1998 în baza legii 112\1995.

## Istoricul locatarilor
În 1949 casa a fost naționalizată, de-a lungul anilor având mai multe destinații: tabără pentru pionieri, sediul unui trust horticol, școală specială.
Între 1987 până în 1990 a fost locuința secretă a lui Emil Bărbulescu, nepotul lui Nicolae Ceaușescu.
De altfel, Bărbulescu a fost arestat pe malul lacului conacului. Emil Bărbulescu, fiul Elenei Bărbulescu (sora lui Nicolae Ceaușescu) era, în 1989, căpitan de miliție și prim locțiitor al șefului Inspectoratului Județean Olt al Ministerului de Interne.